# Anadia rhombifera
Espèce
Synonymes
- Cercosuarus rhombifer Günther, 1859

Anadia rhombifera est une espèce de sauriens de la famille des Gymnophthalmidae.

## Répartition
Cette espèce se rencontre en Colombie et en Équateur.

## Publication originale
- Günther, 1859 : Second list of cold-blooded vertebrata collected by Mr. Fraser in the Andes of Western Ecuador. Proceedings of the Zoological Society of London, vol. 1859, p. 402-420 (texte intégral).